# 第九十六国立銀行
第九十六国立銀行（だいきゅうじゅうろくこくりつぎんこう）は、明治期に福岡県山門郡（現柳川市）で設立された銀行。
1878年（明治11年）に、旧柳河藩士族らが中心になって設立。その後、国立銀行営業満期前特別処分法に基づき私立銀行柳川銀行に改称。昭和期に入り、一県一行政策が進められ、大蔵省、日本銀行、福岡県の強力な指導により県南の18行が合併し、筑邦銀行（現福岡銀行の前身の一つであり現在の筑邦銀行とは関係がない）を新たに設立し、歴史の幕を閉じた。

## 沿革
- 1878年（明治11年）11月28日：設立
- 1879年（明治12年）1月4日：開業
- 1897年（明治30年）4月1日：柳川銀行に改称
- 1923年（大正12年）2月18日：沖端銀行を合併
- 1924年（大正13年）11月20日：木佐木銀行を合併
- 1932年（昭和7年）12月25日：宇美銀行を合併
- 1938年（昭和13年）3月1日：大溝銀行を合併
- 1941年（昭和16年）9月1日：当行及び甘木銀行など18行が合併し筑邦銀行（現福岡銀行の前身の一つ）を新立